# Qualcuno sta uccidendo i più grandi cuochi d'Europa
Qualcuno sta uccidendo i più grandi cuochi d'Europa (Who Is Killing the Great Chefs of Europe?) è un film statunitense del 1978 diretto da Ted Kotcheff.

## Trama
Natasha "Nat" O'Brien è una celebre cuoca pasticciera, inviata a Londra per collaborare a una cena di stato, tenuta dalla regina Elisabetta II e organizzata dal critico culinario Maximillian "Max" Vandeveer; Max è anche l'obeso editore della rivista per gourmet “Epicureo” nonché patrono e mecenate di parecchi noti cuochi europei, ciascuno dei quali è noto per un suo piatto personale.
Quando si incontrano, Max sta gongolando per l'ultimo numero della rivista, il cui articolo “Il pasto più favoloso del mondo” mette in luce i capolavori dei suoi cuochi preferiti; però la salute di Max risente da tempo delle sue pessime abitudini alimentari, dovute all'assaggio continuo di cibi sofisticati e pesanti da digerire.
La nota dolente di Natasha è la presenza del suo ex marito Robert Ross, detto Robby; mentre Nat si occupa di piatti ricercati e palati raffinati, Robby è un imprenditore dei fast food e punta sul consumatore medio.
Terminato il pasto a Buckingham Palace, Nat incontra il collega Louis Kohner e ha  un rapporto con lui di una sola notte; il mattino dopo Natasha trova Kohner morto in un forno a 450°; viene interrogata dall'ispettore Blodgett, e dopodiché parte con Robby per Venezia. Qui trova un altro rinomato chef, Fausto Zoppi, e si danno appuntamento alla cucina di lui; ma all'arrivo Nat lo trova annegato in una vasca di aragoste. Interrogata nuovamente dalle autorità veneziane, Natasha riceve una telefonata da Robby che le chiede di venire a Parigi per impedire la morte di un cuoco francese; nella capitale discutono sulle morti di Kohner e Zoppi, in particolare come sono stati uccisi. Quella stessa notte Max li chiama, e Natasha intuisce il fattore comune: entrambi i morti compaiono sull’articolo di Max con il loro piatto più noto. Da qui la pasticciera deduce che la prossima vittima sarà Jean-Claude Moulineau, il cui piatto migliore è la Canard à la presse (l’anatra alla pressa).
Robby sospetta di Max, perché ha scelto lui i nomi che compaiono nell'articolo, ma Natasha sospetta di un escluso dalla lista, Auguste Grandvilliers; tentando di avvertire Moulineau, sono invece contattati da Grandvilliers che sostiene che qualcuno sia nel suo ristorante; Nat e Robby si recano sul posto e trovano lo chef nella cella frigorifera, appeso a un uncino usato per reggere la carne ma ancora vivo.
In tutto ciò i due ex coniugi si stanno riavvicinando al punto di innamorarsi nuovamente; il giorno dopo l'ispettore Doyle li informa che Moulineau è stato ucciso infilandogli la testa in una pressa per anatre. Natasha deve tornare a Londra per partecipare al programma “A Moveable Feast”, e Robby la segue per proteggerla; poi però apprendono da Max che l'ispettore Blodgett ha chiamato Ms. Beecham per informare Max della fine delle indagini: Grandvilliers ha confessato gli omicidi. Sollevato, Robby può partire per Bruxelles; ma all'aeroporto, mentre guarda Natasha in tv, nota che la torta usata nello show è diversa: qualcuno l'ha sostituita con un'altra uguale che contiene una bomba. Chiamato Blodgett per sapere di più sulla confessione di Grandvilliers, scopre che non c'è stata nessuna confessione; sospettando nuovamente di Max, Robby corre allo studio televisivo e allontana Nat dalla torta bomba, che esplode meno di un minuto dopo.
In realtà Max è innocente: l'assassino era la signora Beecham, l'assistente del critico sperava che, uccidendo i cuochi favoriti del suo capo, questi si decidesse a una dieta seria per migliorare la sua salute. Conclusa la vicenda, Natasha e Robby si risposano.

## Riconoscimenti
A Robert Morley è andato uno dei "Los Angeles Film Critics Association Awards" come miglior attore non protagonista e quello della "National society of Film critics".
Candidature ai premi "Golden Globe" per Jacqueline Bisset (miglior attrice protagonista) e per Robert Morley (miglior attore non protagonista).